# 加賀郡

岡山県加賀郡の位置（黄色）

加賀郡（かがぐん）は、岡山県の郡。
人口10,085人、面積268.78km²、人口密度37.5人/km²。（2025年2月1日、推計人口）
以下の1町を含む。
- 吉備中央町（きびちゅうおうちょう）

## 歴史
2郡にまたがる市町村合併により2004年に新設された郡で、5つの新町名候補のうち合併前の町名から1字ずつ取り郡名とした。
- 平成16年（2004年）10月1日 - 上房郡賀陽町と御津郡加茂川町が合併して吉備中央町が発足。同町の区域をもって加賀郡を新設。（1町）